# ان-سیکلوهگزیل-۲-پیرولیدون
ان-سیکلوهگزیل-۲-پیرولیدون (به انگلیسی: N-Cyclohexyl-2-pyrrolidone) یک ترکیب شیمیایی است. شکل ظاهری این ترکیب، مایع بی رنگ تا زرد است.